# Gustav-Adolf von Zangen

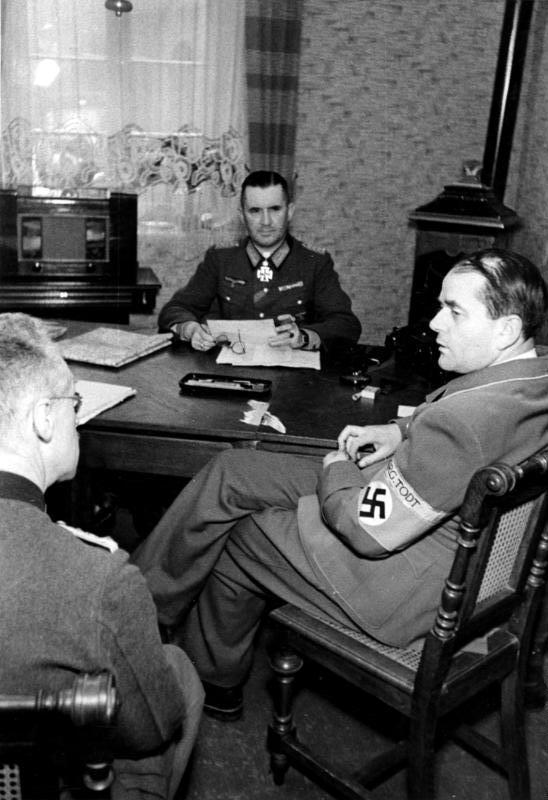
Gustav-Adolf von Zangen (Mitte) bei einem Gespräch mit Albert Speer, November 1944

Gustav-Adolf von Zangen (* 7. November 1892 in Darmstadt; † 1. Mai 1964 in Hanau) war ein deutscher General der Infanterie im Zweiten Weltkrieg sowie von 1944 bis 1945 Oberbefehlshaber der 15. Armee.

## Leben
Zangen absolvierte sein Abitur und trat anschließend am 24. Februar 1910 als Fahnenjunker in das Infanterie-Leib-Regiment „Großherzogin“ (3. Großherzoglich Hessisches) Nr. 117 in Mainz ein. 1911 wurde er in das 9. Rheinische Infanterie-Regiment Nr. 160 versetzt und hier am 18. August 1912 zum Leutnant befördert. Er wurde Zugführer in der 4. Kompanie und später Adjutant des III. Bataillons. Am 18. August 1912 stieg er als Oberleutnant zum Regimentsadjutant auf.
Im August 1914 zog er mit seinem Regiment in den Ersten Weltkrieg und wurde mehrfach verwundet. Im Frühjahr 1917 avancierte er zum Brigadeadjutant und wurde dann 1. Ordonnanzoffizier im Stab der 15. Infanterie-Division.
Nach Kriegsende wurde Zangen am 31. Januar 1920 aus der Armee entlassen und bei der Polizei eingestellt. Dort stieg er bis zum Polizei-Oberstleutnant auf und wurde mit diesem Dienstgrad am 1. August 1935 in die Wehrmacht übernommen. Er wurde zum Kommandeur des II. Bataillons des Infanterieregiments 51 ernannt. Er wurde am 1. März 1938 zum Oberst befördert und am 10. November 1938 zum Kommandeur des Infanterieregiments 88, welches Bestandteil der 15. Infanterie-Division war, ernannt.

### Zweiter Weltkrieg
Mit diesem nahm er am Westfeldzug (Mai und Juni 1940) teil. Ab dem 22. Juni 1941 (Beginn des Unternehmens Barbarossa) kämpfte er in Russland. Für seine Führungsleistung während der Schlacht um Moskau erhielt er am 15. Januar 1942 das Ritterkreuz des Eisernen Kreuzes. Am 25. Dezember 1941 erhielt er die Führung der 17. Infanterie-Division, deren Kommandeur er am 1. Februar 1942 wurde. Gleichzeitig wurde er zum Generalmajor befördert. Am 1. Januar 1943 folgte die Beförderung zum Generalleutnant. Am 1. April 1943 wurde Zangen mit der Führung des LXXXIV. Armeekorps beauftragt, das in der Normandie stationiert war. Im Juni 1943 wurde er zum General der Infanterie befördert und Kommandierender General des LXXXIV. Armeekorps. Am 1. August 1943 wurde er Kommandierender General des LXXXVII. Armeekorps. Mit diesem marschierte er,  nachdem Mussolini am 27. Juli 1943 abgesetzt worden war, in Oberitalien ein („Fall Achse“). Danach wurde er Oberbefehlshaber der Armeeabteilung von Zangen in Oberitalien. Am 12. Juli 1944 wurde er zusammen mit General Erich Brandenberger ins Führerhauptquartier befohlen. Zangen war als Armeebefehlshaber vorgesehen. Vorher wurde er am 27. Juli 1944 von Generalfeldmarschall Albert Kesselring für eine Sonderaufgabe zur Verfügung gestellt: Er sollte im Süden des Reiches zusammen mit den Gauleitern die Reichsverteidigung organisieren und „Feste Plätze“ bzw. „Festungen“ organisieren (eine Idee von Hitler aus dem Frühjahr 1944).
Am 20. August 1944 wurde Zangen dann Oberbefehlshaber der 15. Armee im Westen. Zangen führte die Armee hinter die Schelde zurück und auf die Halbinsel Walcheren; von dort aus verteidigte diese die Scheldemündung zwei Monate lang. Dafür wurde ihm am 5. November 1944 das Eichenlaub zum Ritterkreuz des Eisernen Kreuzes verliehen. Damit konnten die Alliierten den Hafen von Antwerpen, den sie Anfang September erobert hatten und den sie dringend für ihren Nachschub brauchten, erst nutzen, nachdem kanadische Truppen die verlustreiche Schlacht an der Scheldemündung (2. Oktober und dem 8. November 1944) gewonnen und die zahlreichen Seeminen geräumt hatten. Erst am 28. November fuhr der erste alliierte Konvoi in den Hafen ein.
Zangens Kommando wurde anschließend am Westwall eingesetzt, Anfang 1945 musste er sich an den Rhein zurückziehen. Teile seiner Armee kämpften Anfang März bei der Operation Lumberjack, in deren Rahmen am 7. März 1945 die Ludendorff-Brücke bei Remagen erobert wurde.
Im April 1945 wurde die 15. Armee im Ruhrkessel vernichtet; Zangen geriet in US-amerikanische Kriegsgefangenschaft. Nach seiner Entlassung 1948 kehrte er nach Hanau zurück.